# Franco Fontana
Franco Fontana (Módena, 9 de diciembre de 1933), es un fotógrafo y escritor italiano, nacido en Módena en el año 1933 célebre por sus fotos con intensos colores saturados sobre desnudos y paisajes que tienden hacia formas abstractas (abstracción fotográfica).

## Biografía
Profesional desde el año 1961, su fotografía de paisaje, urbana o rural, se centra en la reducción a dos planos de las composiciones captadas por su cámara, por medio de la manipulación del color, brillante e intenso, y una composición rigurosa y moderada que marca el contraste. Nos encontramos en sus obras ante un trabajo de abstracción artística.
En el año 1976 presentó su trabajo Skyline donde apuesta por imágenes abstractas y líneas horizontales, jugando con la línea del horizonte para delimitar espacios como el campo, una calle o la playa; más tarde en el año 1982 dio a conocer su serie Presenzassenza donde se mueve en entornos urbanos haciendo destacar las siluetas humanas.
Los principios creativos seguidos en la fotografía de paisaje por Franco Fontana son también aplicados a otros géneros como el desnudo fotográfico.
Además de su labor como fotógrafo, destaca el papel jugado como organizador de los Encuentros Internacionales de Fotografía de San Marino.
- Datos: Q929382
- Multimedia: Franco Fontana / Q929382